# Dziarjynsk
Pour les articles homonymes, voir Dzerjinsk.
Dziarjynsk (en biélorusse : Дзяржынск ; en alphabet lacinka : Dziaržynsk) ou Dzerjinsk (en russe : Дзержинск) est une ville de la voblast de Minsk, en Biélorussie, et le centre administratif du raïon de Dziarjynsk. Sa population s'élevait à 26 972 habitants en 2015.

## Géographie
Dziarjynsk est située à 37 km au sud-ouest de Minsk. Le point le plus élevé de Biélorussie, le mont Dzerjinski ou Hara Dziarjynskaïa (345 m d'altitude) se trouve à 19 km au nord-nord-ouest de Dziarjynsk.

## Histoire
Appelée à l'origine Koïdanova, elle était l'une des villes les plus à l'ouest de l'Union soviétique. Une minorité polonaise y vivait dans le raïon national polonais de Dzerjinsk (en russe : Дзержинский польский национальный район), créé en 1932. Le raïon autonome fut supprimé en 1937, toutes les institutions polonaises dissoutes et de nombreux Polonais de souche exécutés ou déportés au Kazakhstan et en Sibérie. En mai 1932, elle est élevée au statut de « ville » et est renommée Koïdanau (en biélorusse : Койданаў) ou Koïdanov (en russe : Ко́йданов), avant de recevoir le nom de Dziarjynsk un mois plus tard en l'honneur de Félix Dzerjinski.
En août 1941, tous les Juifs de la ville (qui représentaient 15% de la population totale) sont enfermés dans un ghetto. En octobre 1941 et mars 1942, plusieurs milliers de Juifs seront assassinés dans le cadre de la Shoah par balles.

## Population
Recensements (*) ou estimations de la population :
| 1866  | 1897* | 1939* | 1959* | 1970*  | 1979*  |
| ----- | ----- | ----- | ----- | ------ | ------ |
| 1 383 | 4 744 | 8 700 | 7 777 | 10 889 | 15 785 |

| 1989*  | 1999*  | 2009*  | 2013   | 2014   | 2015   |
| ------ | ------ | ------ | ------ | ------ | ------ |
| 22 904 | 23 800 | 25 164 | 26 052 | 26 338 | 26 972 |

## Jumelage
La ville est jumelée à :
- Volokolamsk (Russie)